# Аврамов, Павел Васильевич
Павел Васильевич Аврамов (Абрамов) (1790 или 1791 — 5 (17) ноября 1836) — полковник (с 1823), декабрист.

## Биография
Происходил из дворян Санкт-Петербургской губернии. Родился в 1790 или 1791 году; отец — советник комитета Академии наук Василий Михайлович Аврамов. 
В 1798—1806 годах учился в 1-м кадетском корпусе в (Санкт-Петербурге). Службу начал 25 февраля 1806 года подпоручиком в 3-м артиллерийском полку; с 7 января 1810 года — поручик. В 1811 году переведён 1-й кадетский корпус, где пребывал до 1818 года (с перерывом 1812—1814 гг.), когда «по прошению» был переведён капитаном в Гренадерский Его Величества короля Прусского полка. В 1819 году служит в звании майора сначала во 2-м карабинерном полку, затем в Охотском пехотном полку (с назначением старшим адъютантом в Главный штаб 2-й армии в Тульчине). С 1 декабря 1819 года — подполковник. В 1822 году был назначен начальником учебного батальона и в конце года, 26 декабря — командиром Казанского пехотного полка, который был размещён в западной части Киевской губернии. За отличие по службе 26 ноября 1823 года был произведён в полковники.
С 1819 года был членом «Союза благоденствия». В 1821 году на собрании в Тульчине доказывал необходимость существования Южного общества, однако в собраниях его больше не участвовал. Не признался в членстве на допросе, сделанном ему в декабре 1825 года на Тульчинский главной армейской квартире, и по приказу явился в Петербург, где 11 января 1826 года был арестован. До 18 января 1827 года содержался в Петропавловской крепости (№ 15 Трубецкого бастиона). Осуждён по IV разряду на каторгу; конфирмован на 12-летний срок, вскоре на треть сокращённый. С марта 1827 года находился в Читинском остроге, с осени 1830 — в Петровском заводе. В конце 1832 года был освобождён от работ и переведён на поселение в Читу, затем в Акшинськую крепость (ныне с. Акша Читинской области), где и умер 5 (17) ноября 1836 года.
Кавалер орденов Св. Владимира 4-й степени (27.11.1813) и Св. Анны 2-й степени (1821).